# زحافات منخرية
الزحافات المنخرية (الاسم العلمي:†Mycterosaurinae) هي أسرة المنقرضة من الحيوانات تتبع فصيلة ورلية العيون من رتبة البليكوصوريات.

## أجناس الزحافات المنخرية
- الزحافة المنخرية
- الزحافة المتوسطة
- زحافة السبخات

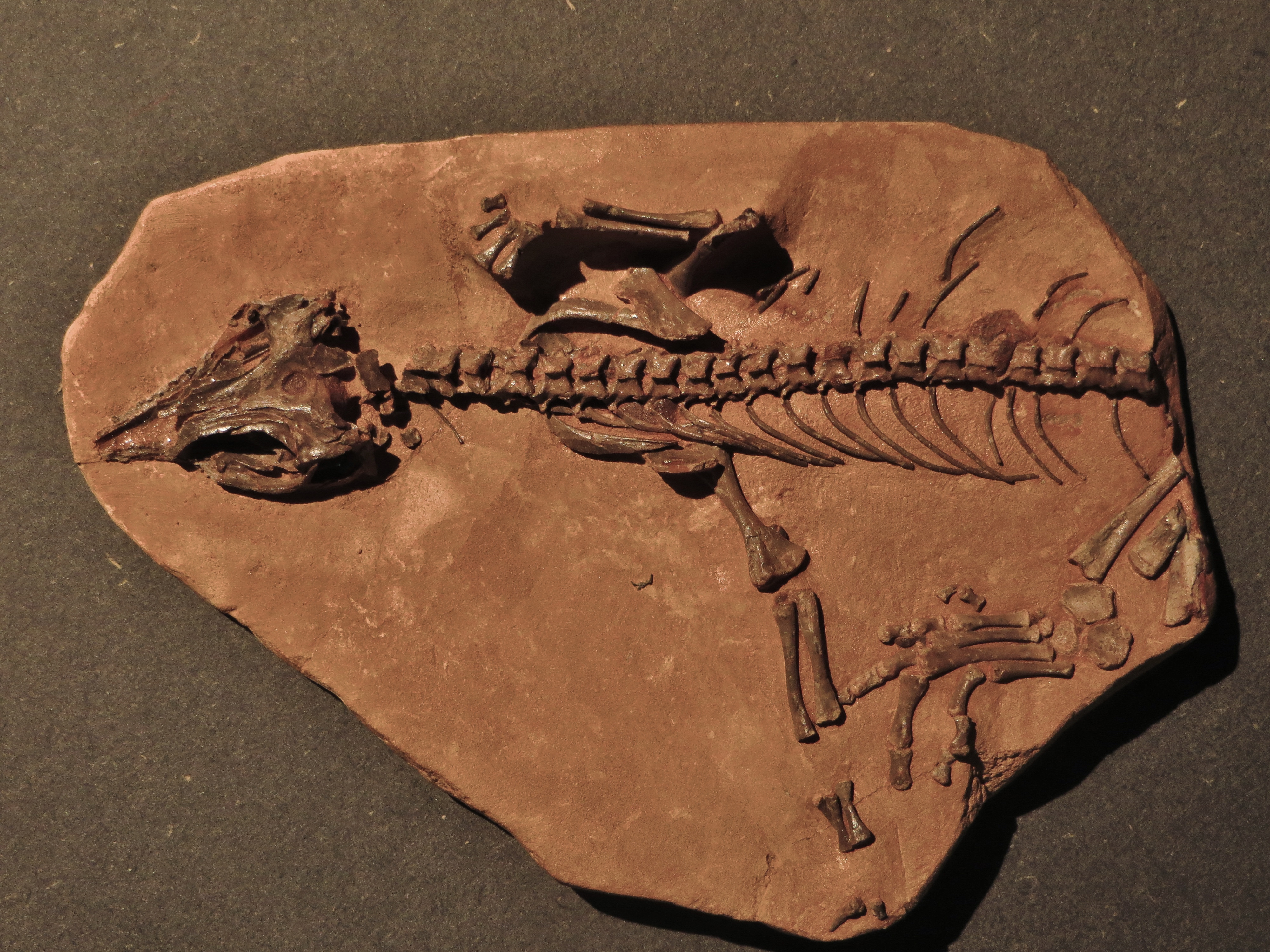
هيكل أحفوري لزحافة متوسطة رومرية
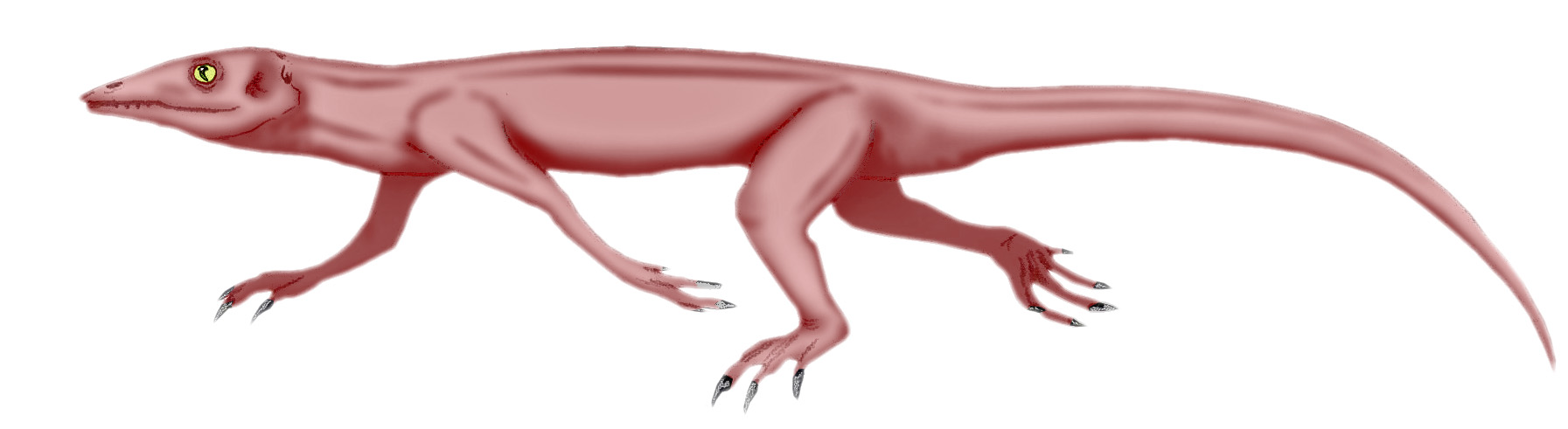
صورة متخيلة لزحافة السبخات